# Comberbach
Comberbach är en civil parish i Storbritannien.   Den ligger i kommunen Cheshire West and Chester i riksdelen England, i den centrala delen av landet, 250 km nordväst om huvudstaden London.